# Письмо двенадцати генералов
Письмо двенадцати генералов (хорв. Pismo dvanaestorice generala) — открытое письмо, подписанное двенадцатью генералами вооружённых сил Хорватии и опубликованное 28 сентября 2000 года хорватскими СМИ. Авторы письма обвиняли правительство, ведущих политиков и СМИ Хорватии в попытке криминализировать события и действия войны в Хорватии 1991—1995 годов, а также в неподобающем обращении с ветеранами той войны. На следующий день после публикации письма, 29 сентября Президент Хорватии Степан Месич отправил в отставку сразу семерых действовавших хорватских генералов, которые подписали письмо. Это событие привело к большому скандалу в хорватской политике, но считается одной из ключевых вех десятилетнего президентства Степана Месича.
В русскоязычных источниках ошибочно сообщается, что Месич уволил всех 12 генералов, подписавших письмо: на момент его составления пятеро из них уже были в отставке.

## Предыстория
10 декабря 1999 года после долгой болезни скончался первый президент Хорватии Франьо Туджман, лидер Хорватского демократического содружества — правившей с 1991 года партии в Хорватии. На парламентских выборах в январе 2000 года ХДС потерпел поражение, уступив большинство в парламенте левоцентристской коалиции из шести партий. В том же месяце на президентских выборах победу одержал один из главных критиков Туджмана, Степан Месич. Новое либеральное проевропейское правительство начало сотрудничество с МТБЮ и занялось расследованием военных преступлений, совершённых вооружёнными силами Хорватии в годы войны 1991—1995 годов (в хорватской историографии — «войны за независимость Хорватии»).
Само предложение о проведении расследований вызвало бурю негодования среди ветеранов войны и ультранационалистических движений. 28 августа 2000 года был убит Милан Левар, осведомитель и один из свидетелей по делу о военных преступлениях. После этого по Хорватии прокатилась волна арестов лиц, которые подозревались в совершении военных преступлений, на что ветеранские организации ответили несколькими акциями протеста, которые переросли в массовые беспорядки. Президенту Степану Месичу и премьер-министру Ивице Рачану стали поступать анонимные угрозы. Само же правительство начало проводить серию военных реформ, коснувшуюся и высшего командного состава Армии Хорватии, также ветеранов боевых действий.

## Содержание письма
Официальное название письма — «Открытое письмо хорватских генералов хорватской общественности» (хорв. Otvoreno pismo hrvatskih generala hrvatskoj javnosti). Письмо состояло из шести пунктов:
1. В первом пункте авторы «с сожалением» констатировали, что подавляющая часть СМИ и политиков говорили о войне в Хорватии как о «чём-то плохом, проблематичном, даже позорном, хотя по-факту это было завоевание Хорватией свободы, независимости и суверенитета»[2][6].
2. Во втором пункте утверждалось, что авторы выступали не против самих расследований преступлений, совершённых отдельными лицами. Они выступали против действий полиции, которые создавали о Хорватии впечатление как о стране, разрушенной терроризмом или организованной преступностью, а не как о демократическом государстве с верховенством закона. Полиция не учитывала ни реальные обстоятельства случившегося, ни заслуги ветеранов войны и офицеров Армии Хорватии[6].
3. В третьем пункте авторы осудили «ненужный показ силы» и применение презумпции виновности, в том числе и спекуляции об обвинениях МТБЮ, считая всё это пагубно влияющим на толерантность и демократию в Хорватии[6].
4. В четвёртом пункте отрицались какие-то конфликты, факты насилия и терроризма, которые не могли происходить в интересах какого-либо ответственного лица, в том числе ветеранов войны[6].
5. В пятом пункте присутствовал комментарий авторов о спекуляциях на фоне реорганизации хорватской армии. Подписавшие выразили поддержку продвижения по службе наиболее образованных и талантливых личностей, «что означает — тех, кто проявил себя во время войны за независимость Хорватии»[6].
6. В шестом и последнем пункте авторы призвали правительство, гражданское общество и СМИ «выступить против негативной, исторически неверной и фальшивой картины участников войны за независимость Хорватии» и «защитить достоинство хорватских офицеров и солдатов» как борцов за свободу и независимость Хорватии, за будущее демократической и успешной страны[6].

Письмо подписали:
1. Генерал армии Янко Бобетко (в отставке)
2. Генерал-лейтенант Анте Готовина
3. Генерал-лейтенант Крешимир Чосич
4. Генерал-майор Мирко Норац
5. Адмирал Давор Домазет-Лошо
6. Генерал-майор Иван Кораде (в отставке)
7. Генерал-майор Дамир Крстичевич
8. Генерал-лейтенант Иван Черняк (в отставке)
9. Генерал-майор Иван Капулар
10. Генерал-майор Нойко Маринович (в отставке)
11. Генерал-лейтенант Иван Басарац (в отставке)
12. Генерал-майор Миленко Филипович

## Реакция
Президент Хорватии Степан Месич в своём первом комментарии к письму заявил, что также выступал за сохранение памяти о войне в Хорватии, именно поэтому «правительство всё ещё в силе, нет выборного подхода, а закон един для всех». Однако он отметил, что к созданию письма были причастны деятели Хорватского демократического содружества. Администрация Президента Хорватии и Министерство обороны Хорватии назвали письмо «неуместным», причём Министерство обороны ещё отметило и крайний непрофессионализм авторов, заявив, что по закону никто из служащих вооружённых сил Хорватии не имеет права заниматься политикой.
29 сентября 2000 года, на следующий день после публикации письма Месич официально объявил о том, что семь подписавших письмо действовавших офицеров вооружённых сил Хорватии — Готовина, Чосич, Крстичевич, Капулар, Филипович, Домазет-Лошо и Норац — будут отправлены в отставку, и добавил, что если они хотели совершить государственный переворот, то «разыграли совсем не ту карту».
Реакция на действия Месича была неоднозначной. Если партии, вошедшие в правящую коалицию, назвали ход Месича логичным и необходимым, то оппозиционеры осудили это решение: председатель ХДС Иво Санадер, назвав это «крайне опасным», также раскритиковали поступок Месича многочисленные ветеранские организации Хорватии. Впрочем, общественный опрос показал, что большая часть хорватской общественности одобряет действия Президента.
Еженедельник Nacional сообщил, что подписи под письмом хотели поставить ещё 20 генералов, что и породило слухи о попытке государственного переворота, однако Месич назвал такую информацию «чепухой».

## Последствия

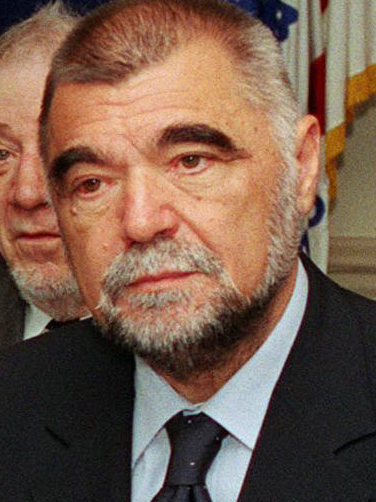
Президент Хорватии Степан Месич назвал увольнение генералов своим лучшим решением в данной ситуации и одним из лучших действий за всё своё президентство

После увольнения семи военачальников пошли слухи, что они могут вернуться на активную службу. 2 октября 2000 года президент Месич заявил, что его решение может быть пересмотрено в отношении генерал-майора Дамира Крстичевича, но зависит от его собственного поведения: 33-летний Крстичевич, самый молодой из подписавших письмо, вместе с Нойко Мариновичем были единственными генералами эпохи Туджмана, которые не склонялись к поддержке какой-либо партии. Предложение Месича извиниться Крстичевич отклонил, заявив, что ему не за что каяться.
Вопрос о возвращении уволенных военачальников на активную военную службу поднимался на парламентских выборах 2003 года Иво Санадером, однако издание Nacional сообщило, что Санадер побоялся об этом заявить прямо Месичу, который как Президент был Верховным главнокомандующим вооружённых сил Хорватии, и отказался от подобной идеи. Во время президентских выборов 2010 года три кандидата — Милан Бандич, Андрия Хебранг-младший и Надан Видошевич пообещали в случае победы отменить решение Месича об отставке для нескольких генералов. Однако выигравший выборы Иво Йосипович придерживался противоположного мнения, сказав, что решение об отставке всех семерых не будет отменено.
Решение Месича уволить генералов считается одним из важнейших событий за всё его президентство. Преемник Месича, Иво Йосипович сказал, что это было лучшее решение Месича за все 10 лет его работы на посту главы государства, в то время как аналитик Игор Табак назвал поступок «решением, которое трудно было принять», поскольку Месич выступил против старой авторитарной системы уже в свой первый президентский срок. Ход расценивается важным в связи с последовавшей деполитизацией вооружённых сил Хорватии и реформами обороны, которые позволили Хорватии вступить в НАТО в 2009 году. С другой стороны, критики Месича считают, что он выдумал слухи о перевороте и продолжил антивоенную риторику в отношении генералов, которые просто исполняли свой патриотический долг.